# Babel II: Beyond Infinity
Babel II: Beyond Infinity (バビル２世 Babiru Ni-Sei?) es una serie de anime de 13 episodios adaptada de una serie más antigua llamada Babel II (バビル２世), de 39 episodios, basada en el manga original de Mitsuteru Yokoyama. Fue transmitida originalmente por el canal de cable AT-X entre el 6 de octubre de 2001 hasta el 29 de diciembre de 2001 en Japón. Fue producida por TV Tokyo Medianet, Tsuburaya Eizo y Vega Entertainment. En Latinoamérica es distribuida por Ledafilms, fue transmitida en Animax y posteriormente por Mixplay.tv.

## Argumento
5000 años atrás, el extraterrestre Babel (Babel I) intentó crear con ayuda de los humanos una torre gigantesca, pero por problemas con el atraso tecnológico de los humanos el proyecto fue abandonado esperando por un sucesor que pudiere terminar lo ya empezado.
Kou'ichi Kamiya es un adolescente que tiene la facultad de ver el futuro cercano por un instante permitiéndole ser muy bueno jugando tenis. Comienza a tener un extraño sueño, donde se halla en un desierto rodeado por una tormenta de arena y a lo lejos ve una torre, la Torre de Babel. Al despertar siempre encuentra arena en su mano. Su padre adoptivo, el doctor Furumi, no le tiene confianza, ya que se vio obligado (5 años antes) por las deudas a adoptarlo sin saber la razón, pero él sabía que estaba implicado "en algo grande". Kou'ichi, después de ganar un partido de tenis es aceptado en el ADES, una especie de logia que tiene gran poder en el mundo (se vale de manipulaciones políticas, creación de armas y su tráfico, etc.). Goda, un jugador de tenis del colegio de Kou'ichi, lo comienza a golpear y es ahí donde se encuentra con Rodem, una pantera negra, y Kou'ichi descubre que tiene poderes especiales. Luego es recibido por Hikari (León), pero este lo trata de asesinar, pero este salvado por Roblos, un ave gigante que lo lleva hasta la Torre de Babel. Allí la computadora Urmintul le cuenta sobre su origen y sobre su misión. Con el tiempo Kou'ichi acepta su misión de derrotar a Yomi por la paz del planeta, siendo ayudado por Rodem, Roblos y el robot Poseidón más la oficial de la UNIAS, Reika Saeki.

## Personajes
- Kou'ichi Kamiya (神谷浩一, Kamiya Kō'ichi) (seiyū: Ken'ichi Suzumura): es el hijo adoptivo del Dr. Furumi. Kou'ichi tiene facultades extrasensoriales, pero después de toparse con Rōdem comienza a desarrollar todos sus poderes como Babel II (バビル２世, Babiru Ni-sei), descendiente del extraterrestre Babel. Es muy buena persona y gran deportista (gracias a sus poderes, ya que sabe hacia donde va la pelota). Con el tiempo Kou'ichi va adquiriendo experiencia en el uso de sus poderes, pero cada vez que los usa demasiado se cansa mucho. Es hermano de Yomi (porque ambos son descendientes del extraterrestre Babel). Es el encargado de administrar el Gran Legado. Roblos (ロプロス), Poseidón (ポセイドン) y Rodem están a sus servicios.

- Rodem (ロデム, Rodemu) (seiyū: Kenyū Horiuchi): tiene aspecto de pantera negra. Es un sirviente de Babel II. Puede estirarse muchísimo y también dividirse, ya que parece como si estuviera hecho de caucho. También puede adoptar otras formas, como la de Kou'ichi.

- Reika Saeki (佐伯玲香, Saeki Reika) (seiyū: Satsuki Yukino): es un agente de la UNIAS (SAINU en la traducción al castellano), que es una Sociedad de las Naciones Unidas. Ella está encargada de detener a Yomi. Tiene gran experiencia en diversos campos de batalla. Siempre intenta ayudar a Kou'ichi y se apoyan mutuamente en su lucha.

- Lord Yomi (ヨミ, Yomi) (seiyū: Mugihito): también es descendiente del extraterrestre Babel, pero es demasiado malvado como para ser su sucesor y poseedor del Gran Legado. Fue criado en el Tíbet, donde aprendió el Telma, que le dio grandes poderes. Es el máximo dirigente del ADES, logia que controla una buena parte del mundo. Sus poderes psíquicos son increíblemente poderosos. Yomi es la maldad misma, y mientras la maldad exista siempre revivirá. Quiere a Kou'ichi para obtener el Gran Legado.

- Hikari Homura (穂村光, Homura Hikari), su nombre sombra es León (レオン, Reon) (seiyū: Showtaro Morikubo): es el presidente estudiantil del colegio donde estudia Kou'ichi. Miembro del ADES muy cercano a Yomi. Tiene grandes poderes, que le fueron otorgados por Yomi, que son amplificados por su odio. Cuando era pequeño fue muy maltratado por lo que odia a la humanidad y a su agresor (que él mismo mató), pero su rabia no cesó. Es un miembro muy fiel a Yomi.

- Ryouko Kirishima (桐島涼子, Kirishima Ryōko), su nombre sombra es Ferris (フェレス, Feres) (seiyū: Yurika Hino): trabaja en la escuela donde estudia Kou'ichi y es miembro del ADES. Es más conocida como Ferris la seductora. Es una mujer muy calculadora y fría, muy cercana a Yomi. Generalmente trabaja junto a León. Ella usa unas agujas envenenadas para atacar. Es un leal a Yomi.

- Yumiko Furumi (古見由美子, Furumi Yumiko) (seiyū: Shouko Kikuchi): es la hija del doctor Furumi y hermana adoptiva de Kou'ichi. Ella se preocupa por él y lo trata como su familia.

- Dr. Taizo Furumi (seiyū: Masayuki Nakata): es el padre adoptivo de Kou'ichi y padre de Yumiko. Si bien durante mucho tiempo desconfía de Kou'ichi, al final su hija le hace cambiar de parecer, y luego lo considera como su hijo.

- Hosui Getsu (Sr. Fou), nombre sombra Enki: es un oficial del ADES muy cercano a Yomi. Está muy enfermo, pero aun así tiene poderes especiales, es cuidado por Mei Lin y por Yen, quienes son sus discípulos. A diferencia de Yomi él no es malvado, pero aun así lo sigue, porque ve que Yomi tiene un ideal. Es él quien advierte a Kou'ichi sobre los planes de León luego de la supuesta muerte de Yomi.

## Lista de Episodios
- 01. Más allá del infinito
- 02. Un gran legado
- 03. Pensamientos Malignos fuera de Control
- 04. Nuevo Despertar
- 05. Poseidón vuelve a la Vida
- 06. Ciudad sin Esperanza
- 07. Batalla en la Torre de Babel
- 08. Babel II contra Yomi
- 09. La Última Amenaza
- 10. Un Demonio en la Jungla
- 11. El demonio revive
- 12. La Torre de Babel es Destruida
- 13. Un Deseo para el año 5,000

## Música
- Opening: Never Die por Lapis Lazuli.
- Ending: Landscape interpretado por être.